# Lukáš Latinák
Lukáš Latinák (Breznóbánya, 1977. február 28. –) szlovák színművész, a pozsonyi Astorka Korzo ’90 színház társulatának állandó tagja, a Szlovák Nemzeti Színház vendégművésze.

## Pályafutása
Középiskolai tanulmányaival az üvegfúvás mesterségét sajátította el. Felsőfokú végzettségét a Pozsonyi Színművészeti Főiskolán (Vysoká škola múzických umení) szerezte meg. Színházi fellépései mellett több cseh és szlovák filmben is szerepel. Országos ismertségét és közkedveltségét a 2000-es évek végén forgatott Hivatásosok (Profesionáli) című televíziós vígjáték-sorozatnak köszönhetően érdemelte ki. Munkásságát számos elismeréssel jutalmazták: 2008-ban az Év felfedezettje díjjal, a szlovák televíziós személyiségek 2011-es díjkiosztóján fődíjjal és a legjobb vígjáték-színész díjjal tisztelték meg.

## Filmes szereplései
- 2000 - Zabíjačka
- 2000 - Krajinka
- 2002 - Kruté radosti
- 2002 - Děvčátko
- 2007 - Návrat bocianov
- 2007 - Muzika
- 2008 - Nebo, peklo... zem
- 2009 - Pouta
- 2009 - Nedodržaný sľub
- 2010 - Lietajúci Cyprián

## Televíziós szereplései
- 2001 - Pod hladinou (TV-film)
- 2002 - Útek do Budína (ötrészes filmsorozat)
- 2008 - Profesionáli (magyarul: Hivatásosok, vígjáték-sorozat)
- 2008 - Panelák (tv-sorozat)
- 2009 - Ordinácia v ružovej záhrade (tv-sorozat)
- 2009 - Rádio Hijó (sorozat)
- 2009 - Partička (szórakoztató műsor)
- 2009 - Keby bolo keby
- 2009 - V mene zákona (sorozat)

## Fordítás
- Ez a szócikk részben vagy egészben a Lukáš Latinák című szlovák Wikipédia-szócikk ezen változatának fordításán alapul.  Az eredeti cikk szerkesztőit annak laptörténete sorolja fel. Ez a jelzés csupán a megfogalmazás eredetét és a szerzői jogokat jelzi, nem szolgál a cikkben szereplő információk forrásmegjelöléseként.